# Явар, Гильермо
Гилье́рмо Я́вар Ро́мо (исп. Guillermo Yávar Romo; 26 марта 1943, Сантьяго) — чилийский футболист, левый полузащитник. Участник двух чемпионатов мира: 1966, 1974.

## Карьера

### Клубная
Гильермо Явар начал свою карьеру в 1961 году в составе «Магальянес». В 1965 году Явар попал в «Универсидад де Чили», ту команду в те времена называли «Синий балет» (исп. Ballet Azul). В составе «Универсидад де Чили» Кинтано стал 3-кратным чемпионом Чили. В 1971 году Явар перешёл в клуб «Унион Эспаньола», где он ещё раз стал чемпионом Чили и стал, с 21-м голом лучшим бомбардиром чемпионата 1973 года.

### В сборной
В сборной Чили Явар дебютировал 14 октября 1964 года в матче со сборной Аргентины, завершившимся со счётом 1:1. В составе сборной Явар принял участие в двух чемпионатах мира 1966 и 1974 годов. Своё последнее выступление за сборную Явар провёл в матче чемпионата мира 1974 года со сборной Австралии 22 июня 1974 года, тот матч завершился ничьей 0:0. Всего же за сборную Явар сыграл 26 официальных матчей, в которых забил 2 гола.
| №  | Дата            | Соперник  | Счёт | Голы | Турнир                    |
| 1  | 14 октября 1964 | Аргентина | 1:1  | -    | Кубок Карлоса Диттборна   |
| 2  | 8 марта 1965    | Уругвай   | 0:0  | -    | Кубок Хуана Пинто Дурана  |
| 3  | 28 апреля 1965  | Перу      | 1:0  | -    | Тихоокеанский Кубок       |
| 4  | 16 мая 1965     | Уругвай   | 1:1  | -    | Кубок Хуана Пинто Дурана  |
| 5  | 23 февраля 1966 | СССР      | 0:2  | -    | Товарищеский матч         |
| 6  | 17 апреля 1966  | Бразилия  | 0:1  | -    | Кубок Бернардо О’Хиггинса |
| 7  | 17 апреля 1966  | Бразилия  | 0:1  | -    | Кубок Бернардо О’Хиггинса |
| 8  | 11 мая 1966     | Мексика   | 0:1  | -    | Товарищеский матч         |
| 9  | 15 мая 1966     | Бразилия  | 1:1  | 1    | Товарищеский матч         |
| 10 | 19 мая 1966     | Бразилия  | 0:1  | -    | Товарищеский матч         |
| 11 | 22 мая 1966     | Уэльс     | 2:0  | -    | Товарищеский матч         |
| 12 | 29 мая 1966     | Мексика   | 0:1  | -    | Товарищеский матч         |
| 13 | 20 июля 1966    | СССР      | 1:2  | -    | Чемпионат мира 1966       |
| 14 | 5 июня 1969     | Колумбия  | 3:3  | -    | Товарищеский матч         |
| 15 | 11 июня 1969    | Аргентина | 1:2  | -    | Товарищеский матч         |
| 16 | 22 июня 1969    | ГДР       | 1:0  | 1    | Товарищеский матч         |
| 17 | 6 июля 1969     | Парагвай  | 0:0  | -    | Товарищеский матч         |
| 18 | 13 июля 1969    | Уругвай   | 0:0  | -    | Отборочный матч к ЧМ 1970 |
| 19 | 3 августа 1969  | Эквадор   | 1:1  | -    | Отборочный матч к ЧМ 1970 |
| 20 | 10 августа 1969 | Уругвай   | 0:2  | -    | Отборочный матч к ЧМ 1970 |
| 21 | 16 августа 1972 | Мексика   | 0:2  | -    | Товарищеский матч         |
| 22 | 24 апреля 1974  | Гаити     | 1:0  | -    | Товарищеский матч         |
| 23 | 26 апреля 1974  | Гаити     | 0:0  | -    | Товарищеский матч         |
| 24 | 12 мая 1974     | Ирландия  | 1:2  | -    | Товарищеский матч         |
| 25 | 18 июня 1974    | ГДР       | 1:1  | -    | Чемпионат мира 1974       |
| 26 | 22 июня 1974    | Австралия | 0:0  | -    | Чемпионат мира 1974       |

Итого: 26 матчей / 2 гола; 4 победы, 11 ничьих, 11 поражений.

## Достижения

### Командные
Сборная Чили
- Обладатель Тихоокеанского Кубка: 1965
- Обладатель Кубка Бернардо О’Хиггинса: 1966

 «Универсидад де Чили»
- Чемпион Чили (3): 1965, 1967, 1969
- Бронзовый призёр чемпионата Чили (2): 1968, 1970

 «Унион Эспаньола»
- Чемпион Чили: 1973
- Серебряный призёр чемпионата Чили: 1972
- Бронзовый призёр чемпионата Чили: 1971

 «Универсидад Католика»
- Победитель Второго дивизиона Чили: 1975

 «Кобрелоа»
- Серебряный призёр чемпионата Чили (2): 1978, 1979

### Личные
- Лучший бомбардир чемпионата Чили: 1973 (21 гол)